# El Pinell de Brai

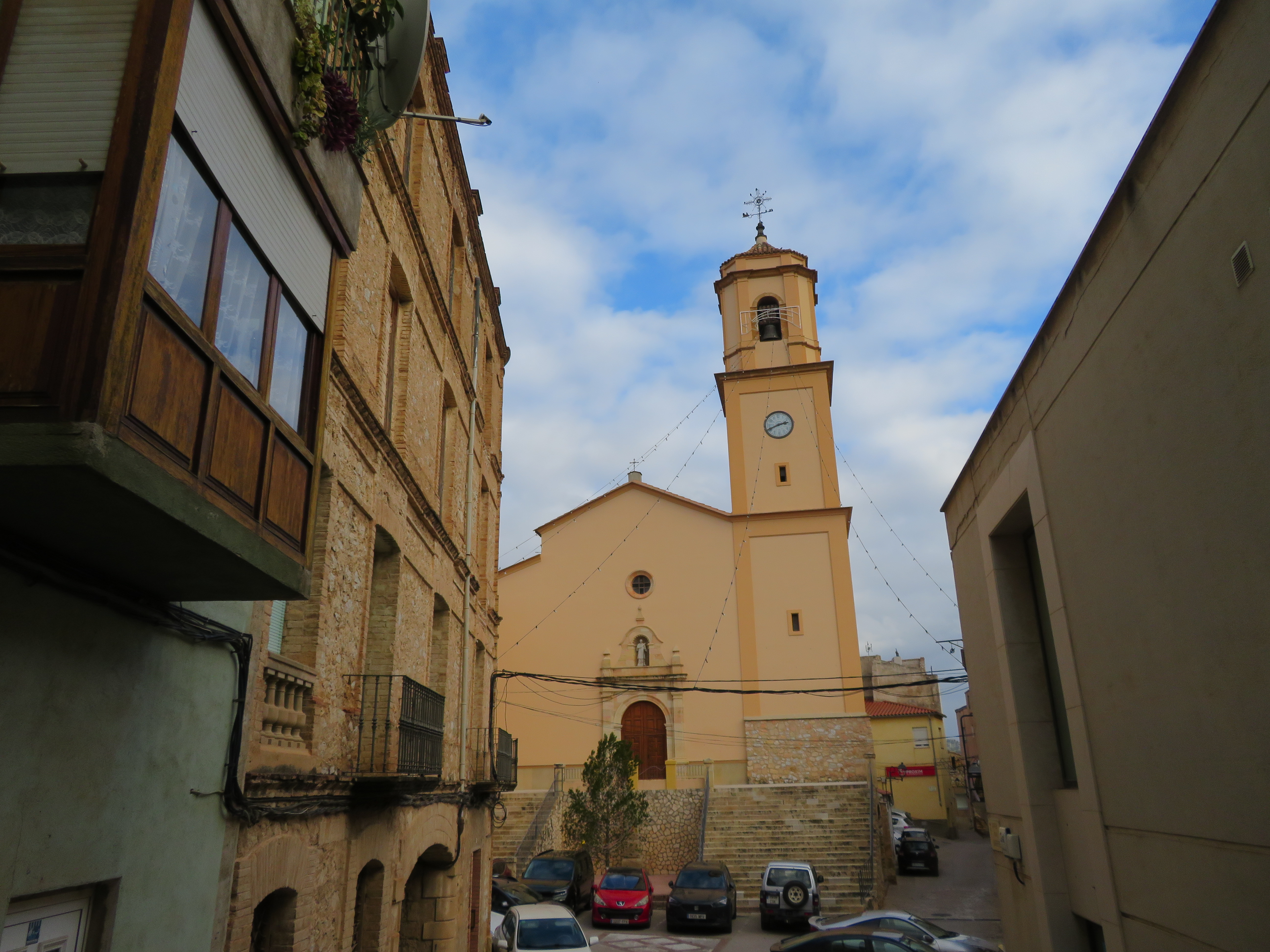
El Pinell de Brai

El Pinell de Brai ist eine katalanische Gemeinde in der Provinz Tarragona im Nordosten Spaniens. Sie liegt in der Comarca Terra Alta.

## Geographische Lage
El Pinell de Brai liegt etwa 70 Kilometer westlich von Tarragona.

## Geschichte
Der Ort ist wegen seiner beherrschenden Lage und der guten Möglichkeiten zur Verteidigung wahrscheinlich vorgeschichtlichen Ursprungs. Unmittelbar nach der Reconquista wurde der Ort ummauert.
Das Kastell von Pinell wird 1153 erstmals erwähnt, im Zusammenhang mit der Stiftung des Kastells Miravet an die Templer. Diesen wurde es unterstellt. Die Wiederbesiedlung nach der Rückeroberung begann erst 1198. Pinell blieb unter der Herrschaft der Templer bis zur Auslöschung des Ordens 1317.
Unter Carles III. erhielt El Pinell im 18. Jahrhundert Marktrechte.
Wegen der Nähe zur Ebroschlacht musste die Bevölkerung stark unter dem Spanischen Bürgerkrieg leiden.

## Kultur und Tradition
Das Fest zu Ehren des Schutzheiligen Sant Llorenç wird in der Woche vom 10. August gefeiert.

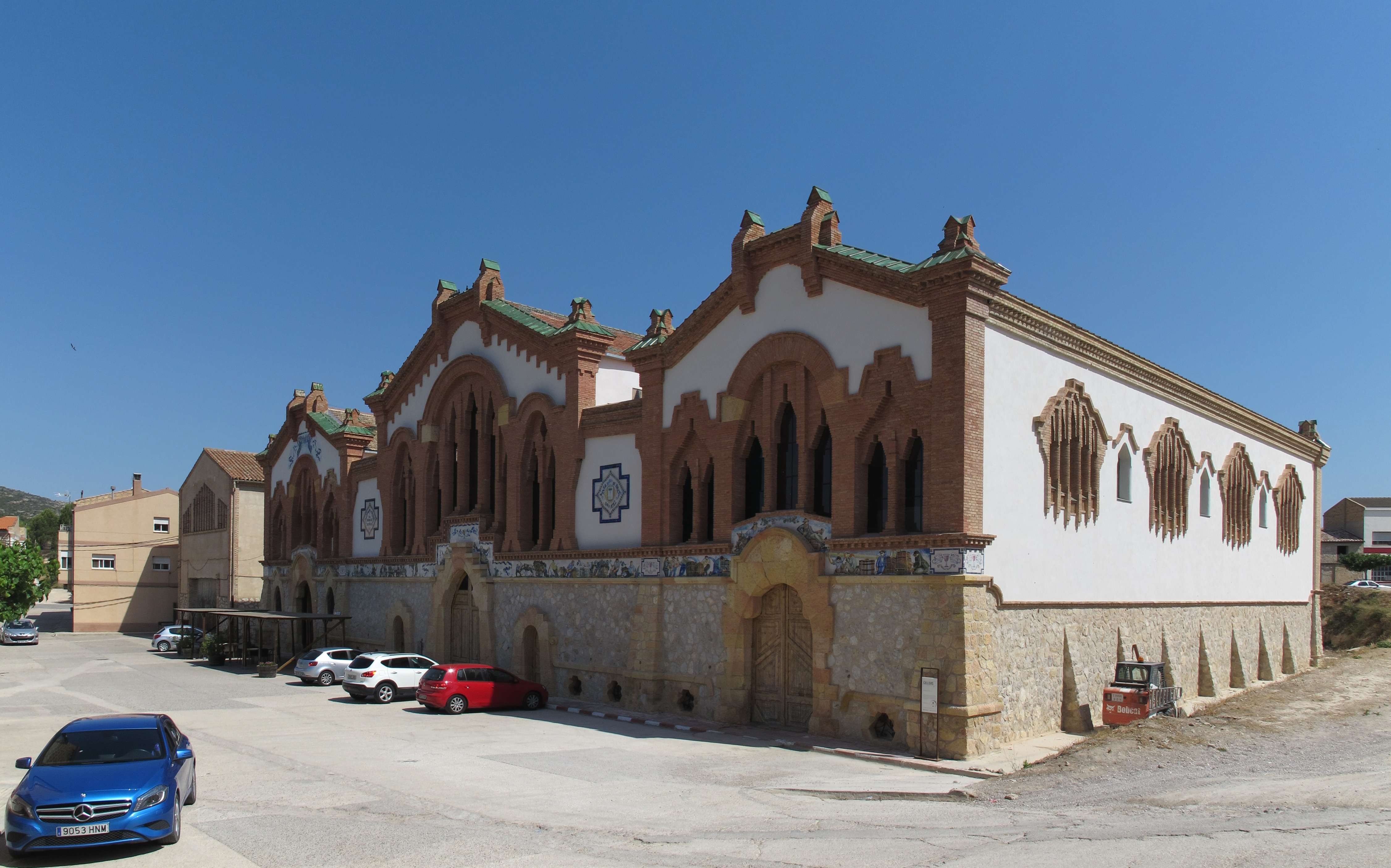
Weinkellerei der Genossenschaft El Pinell de Brai von Cèsar Martinell (1918)

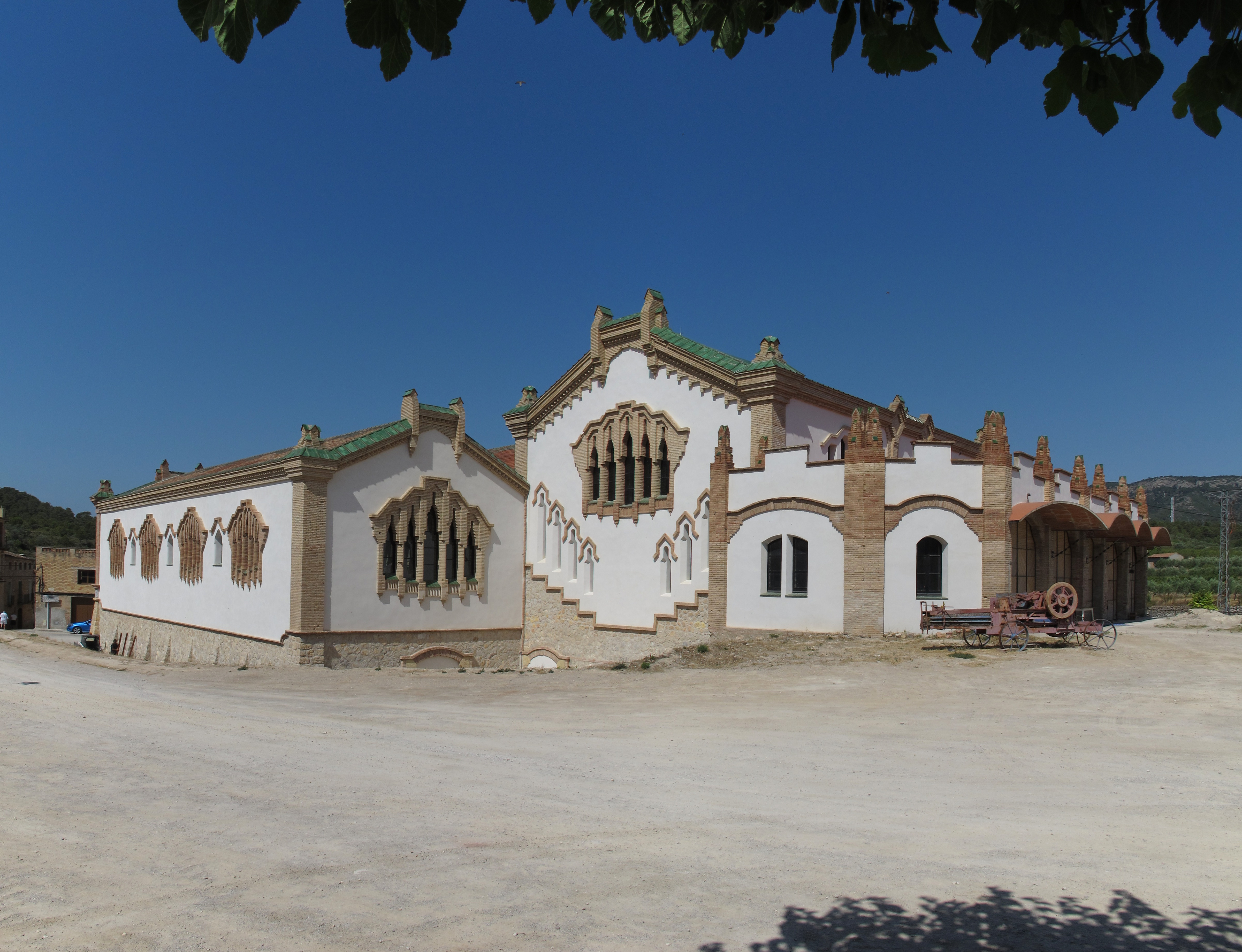
Rückseite

## Sehenswürdigkeiten
Die Weinkellerei der Kooperative, 1918 von Cèsar Martinell im Stil einer „Wein-Kathedrale“ erbaut.
Am Bahnhof von El Pinell de Brai beginnt die Via Verde de la Terra Alta, ein Radweg auf einer ehemaligen Bahntrasse, welcher durch zahlreiche Tunnels und über Viadukte führt.